# بومسلم رازی
بومسلم رازی (متوفی ۴۸۸ ق/ ۱۰۹۵ م) از بزرگان ری در دوران سلجوقی بوده‌است که در دوره وزارت نظام الملک طوسی (۴۵۱-۴۵۸ قمری) در ری می‌زیسته. از القاب وی، رئیس ری و سروشیار می‌توان یاد کرد.

## سرگذشت
بومسلم در خانواده پرنفوذ در ری پرورش یافت و با وجود آنکه پدر خود در کودکی از دست داد، اما بعدها در سیاست منصب‌دار شده و به مقام ریاست ری منصوب شده‌است. وی با وزیر قدرتمند زمان خویش (خواجه نظام الملک) پیوند خویشاوندی برقرار کرد. وی در طول زندگانی خود القاب بسیاری را از آن خود کرد، از جمله لقب استاد و ثقه الملک است که نشانگر جایگاه اجتماعی بومسلم می‌باشد.. در یکی از ابیات قصیده‌ای از امیرالشعراء، از وی به عنوان سروشیار یاد شده‌است.
اولین ذکر گزارش از زندگانی وی، در شرح وقایع مربوط به دستگیری حسن صباح می‌باشد. در این دوره وی عهده‌دار ریاست بر ری بوده است و با فعالیت شبکه‌های اسماعیلیان به صورت مخفیانه در ایران و خصوصاً در این شهر مواجه بوده‌است. حسن صباح نیز به همین منطقه وارد شده است و دست کم تا ۴۶۷ قمری در ری ساکن بوده‌است. در همین دوران، نظام الملک با آگاهی از رفت‌وآمد داعیان اسماعیلی مصر به نزد بومسلم، وی را به دستگیری حسن صباح فرمان داد. بومسلم در دستگیری حسن صباح اقداماتی انجام داد اما به نتیجه نرسید و حسن از ری گریخت. به همین دلیل وی نتوانست در دستگیری حسن موفق باشد. این احتمال داده شده است که بومسلم تا سال ۴۸۳ قمری و تا پیش از ورود حسن صباح به قلعه الموت، در تعقیب و دستگیری وی، کوشا بوده‌است. در سال ۴۸۵ قمری، هنگامی که برکیارق به سلطنت رسید، بومسلم اولین کسی بود که در ری تاج به سر نهاد. وی همچنان بر فعالیت‌های ضد اسماعیلی خویش ادامه داد و همین امر سبب گردید اسماعیلیان در سال ۴۸۸ قمری توسط یکی از فدائیان اسماعیلی به نام خداداد رازی، ترور گردد. اقبال آشتیانی تاریخ مرگ بومسلم را ۴۹۴ ق گزارش می کند، که به عقیده کیانوش صدیق، این تاریخ صحیح به نظر نمی‌رسد. در زبدة النصرة نیز از حیات بومسلم تا دوره وزارت سعدالملک آبی (۴۸۸ تا ۵۰۰ ق) یاد شده‌است.